# Uresničene sanje
Uresničene sanje je ljubezenski roman avtorice Carmen Škoflek. Knjiga je prvič izšla leta 2006 v 500 izvodih v samozaložbi. Pisateljica je s to knjigo želela, da  se ljudje sprostijo v  stresnih časih, roman je posvetila vsem zaljubljenim ljudem. Spremno besedo je napisal Peter Rezman.

## Vsebina
Glavni lik v romanu Uresničene sanje je 30 letna mati in vodja trgovine Nina. Ima dva otroka, desetletnega Žiga in osemletnega Jaka. Poročena je s poslovnežem Branetom, ki ga nikoli ni doma saj je večino časa na poslovnih potovanjih. Živijo v izmišljenem naselju Robidje, pri Izoli, zgodba se odvija v letu 2006. Kljub navideznemu srečnemu začetku se kasneje izkaže, da ni vse tako kot se nam zdi, saj hitro izvemo, da je Brane Nino prevaral. Po tem dogodku se vse spremeni. Nina na spletni klepetalnici spozna Mateja, ki živi v Laškem je poročen in ima dva otroka. Da lažje preživlja družino ima dve službi. Na začetku sta bila Nina in Matej samo prijatelja, ki sta si dopisovala, vendar se je z vsakim novim elektronskim pismom  njuno razmerje razvilo v nekaj več. Zapletati se začne, ko njuno prijateljsko razmerje nadgradita z ljubeznijo. Kasneje izvemo, da je Brane Nino ponovno prevaral.
Zgodba je ljubezenski roman, ki nam odpira pogled na to kako so razmerja med ljudmi vedno manj osebna, tudi zato ker ljudje premalo časa posvečajo partnerjem, preveč pa služenju denarja. Vključen je tudi nov spekter spoznavanja ljudi, torej kako ljudi spoznavamo na raznih spletnih klepetalnicah in socialnih omrežjih. 

## Izdaje in prevodi
- Slovenski izvirnik iz leta 2006 (COBISS)